# Manfred Tietzel
Manfred Tietzel (* 30. November 1946 in Krefeld; † 28. Mai 2025) war ein deutscher Wirtschaftswissenschaftler und Hochschullehrer.

## Leben
Tietzel studierte Volkswirtschaftslehre an der Universität Bonn (Diplom-Volkswirt 1971) und war wissenschaftlicher Mitarbeiter im Forschungsinstitut der Friedrich-Ebert-Stiftung. Von 1978 bis 2012 war er Professor mit dem Fachgebiet Methodenlehre und Finanzwissenschaft an der Universität Duisburg-Essen. 1989 besuchte er das „Center for Study of Public Choice“ bei der George Mason University in Fairfax in den USA und 1993 die Research School of the Social Sciences in der Australian National University in Canberra.
Tietzel war Mitherausgeber beziehungsweise Gründungsmitglied von vier nationalen und internationalen, referierten wirtschaftswissenschaftlichen Zeitschriften. Er war Mitglied von zahlreichen wirtschaftswissenschaftlichen Vereinigungen und veröffentlichte zahlreiche deutsche und englische Bücher.

## Veröffentlichungen (Auswahl)
- (zusammen mit  Benny Moldovanu) Goethe's Second‐Price Auction. In: Journal of Political Economy 106 (1998), 854–859.

- Literaturökonomik. Mohr Siebeck, Tübingen 1995, ISBN 978-3-16-162960-0.

- Wirtschaftstheorie und Unwissen: Überlegungen zur Wirtschaftstheorie jenseits von Risiko und Unsicherheit. Mohr Siebeck, Tübingen 1985, ISBN 978-3-16-944919-4.